# Bautalo (Ort)
Bautalo ist ein osttimoresischer Ort im Suco Lissadila (Verwaltungsamt Loes, Gemeinde Liquiçá). Die Ortschaft liegt in der Aldeia Bautalo, in einer Meereshöhe von 754 m. Sie besteht aus einer Reihe kleiner Gruppen von Häusern auf einem Höhenzug, mit dem Verwaltungssitz im Süden der Aldeia.